# Aga Muhammad Khan
Aga Mohamed Khan Kayar (en persa: محمد خان قاجار‎‎) (Gorgan, Irán, 1742 - Shushi, Irán (hoy República de Azerbaiyán), 17 de junio de 1797) fue un monarca de Irán, fundador de la  dinastía Kayar que gobernó desde 1789 hasta 1797 como rey (shah). Fue originalmente jefe de la rama de los Qoyunlu de la tribu kayar. En 1789, Aga Mohamed Khan fue entronizado como rey de Irán, pero no fue oficialmente coronado como rey hasta marzo de 1794 y dos años más tarde, se declaró a sí mismo shahanshah (rey de reyes o emperador). Le sucedió su sobrino, Fat′h Alí Sah Kayar.
A la edad de seis años, Aga Mohamed fue castrado por orden de Adel Shah para impedirle que se convirtiera en un rival político, pero esta discapacidad no dificultó su carrera.  A pesar de ser un eunuco —Aga significa eunuco—, se convirtió en jefe de su tribu en 1758. En 1762 fue capturado por una tribu rival y enviado a Shiraz como prisionero a la corte de Karim Jan. Agha Mohamed pasó los siguientes 16 años como rehén, hasta que se escapó en 1779. Ese mismo año, la muerte del sah iraní Karim Jan Zand sumergió el país en una serie de disputas y guerras civiles sobre la sucesión, con muchos miembros de la dinastía Zand accediendo al Trono del Pavo Real en un tiempo de sólo diez años. Aga Mohamed aprovechó la oportunidad para comenzar una rebelión que, en 1794, tuvo éxito al capturar a Loft Alí Jan, el último gobernante Zand. Dos años más tarde se proclamó a sí mismo Shahanshah (rey de reyes).
Agha Mohamed restauró la unidad que Persia no tenía, desde la caída de la dinastía safávida. Fue, sin embargo, un hombre de violencia extremada que mató a casi todos los que podían ser un peligro para su poder. En 1795 devastó el reino de Kartli-Kajetia (Georgia oriental), un reino al norte de Persia, que anteriormente había sido parte del imperio safávida. Redujo Tiflis a cenizas y masacró a su población cristiana, como había hecho con sus súbditos musulmanes. Ese mismo año tomó también Jorasán. El Shah roj, gobernante de Jorasán y nieto de Nadir Sah, fue torturado hasta la muerte debido a que Agha Mohamed pensó que sabía algo de los legendarios tesoros de Nadir.
En 1796 Aga Mohamed trasladó su capital desde Sadi a Teherán. Fue el primer gobernante persa que hizo de Teherán, entonces un pueblo, su capital. Aunque el Imperio ruso, durante la expedición persa de 1796, conquistó Derbent y brevemente Bakú, Aga Mohamed consiguió con éxito extender la influencia persa por el Cáucaso, reafirmando la soberanía iraní sobre sus anteriores posesiones en la región.
Agha Mohamed fue asesinado en 1797 en la ciudad de Şuşa, la capital del Kanato de Karabaj, después de más de 15 años en el poder.

## Primeros años (1742–1779)

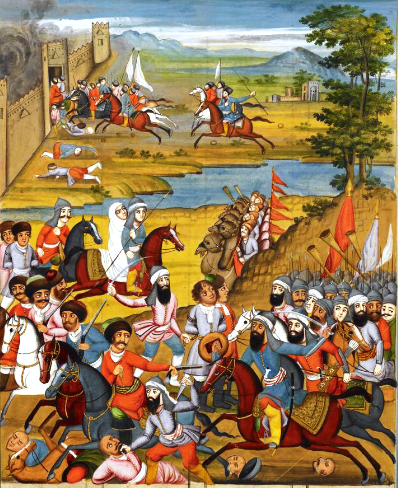
Captura de Tiflis (Miniatura de la era Qajar del Shahinshah Nama de Fath 'Ali Khan Saba. The British Library.)

### Familia y juventud
Aga Muhammad Khan nació en Gorgán alrededor de 1742. Pertenecía a la rama Qoyunlu (también llamada Quvanlu) de la tribu Kayar. La tribu tenía varias otras ramas, una de las más destacadas era la Develu, que a menudo luchaba contra los Qoyunlu. Aga Muhammad Khan era el hijo mayor del jefe del clan Qoyunlu, Muhammad Hasán Kan Kayar, y el nieto de Fath Alí Kan Kayar, un aristócrata prominente ejecutado por las órdenes del Shah Tahmasp II (posiblemente obligado por Nader Qoli Beg, que llegó a ser conocido como Nader Shah después de usurpar el trono de Irán en 1736, marcando la fundación de la Dinastía afsárida). Aga Muhammad Khan tuvo varios medio hermanos y hermanos completos: Huséin Qoli Kan, Morteza Qoli Kan, Mustafa Qoli Kan, Reza Qoli Kan, Jafar Qoli Kan, Mehdi Qoli Kan, Abbas Qoli Kan y Ali Qoli Kan.
Cuando Nader Shah murió en 1747, el gobierno afsárida de Irán se derrumbó, lo que le dio a Muhammad Hasán la oportunidad de apoderarse de Astarabad, llevando al sobrino de Nader Shah, Adel Shah, a marchar de Mashhad a la ciudad para capturarlo. Aunque no logró capturar a Hasan, Adel Shah logró capturar a Aga Muhammad Khan, a quien planeó matar. Más tarde, optó por mantenerlo con vida y, en cambio, lo castró y luego lo liberó. Mientras que la ortografía común de "Agha" (آقا) se usa generalmente como un título traducido aproximadamente a "Señor", el título de Aga Muhammad Khan se escribe de manera diferente (آغا), que es común entre los eunucos que sirvieron en el Corte.

### La muerte de Muhammad Hasán
Durante los siguientes 10 años, el gobierno Afsárida en Jorasán sufrió mucho por la guerra entre los jefes rivales y las invasiones del gobernante durrani de Kandahar, Ahmad Shah Durrani. Durante este período, Muhammad Hasán luchó contra el líder militar pastún Azad Khan Afghan y el gobernante zand Karim Khan por la soberanía sobre la parte occidental del antiguo imperio de Nader Shah. Sin embargo, fue derrotado en 1759 por el ejército Zand. Fue traicionado por sus propios seguidores y, posteriormente, asesinado por su antiguo rival, Mohammad Khan de Savadkuh. Debido a la castración de Agha Mohammad Khan, su hermano Huséin Qoli Kan fue nombrado como el nuevo jefe de los Qoyunlu en su lugar. Poco después, Astarabad cayó bajo el control de Karim Khan, quien nombró a un Develu llamado Hossein Khan Develu como su gobernador. Mientras tanto, Agha Mohammad Khan y su hermano Huséin Qoli Kan huyeron a la estepa. Un año más tarde, Agha Mohammad Khan hizo una incursión contra Astarabad, pero se vio obligado a huir, perseguido por el gobernador de la ciudad. Agha Mohammad Khan logró alcanzar Ashraf, pero fue finalmente capturado y enviado como rehén a Teherán, gobernado por Karim Khan. Huséin Qoli Kan también fue capturado pronto y enviado a Karim Khan.

### La vida en la corte de Karim Khan
Durante su estadía en su corte, Aga Muhammad Khan fue atendido con amabilidad y honrablemente por Karim Khan, quien lo hizo convencer a sus parientes para que dejaran las armas, lo cual hicieron. Karim Khan luego los instaló en Damghan. En 1763, Aga Muhammad Khan y Huséin Qoli Kan fueron enviados a la capital Zand, Shiraz, donde vivía su tía paterna Khadija Begum, que era parte del harén de Karim Khan. Los medio hermanos de Aga Muhammad Khan, Morteza Qoli Khan y Mostafa Qoli Khan, obtuvieron permiso para vivir en Astarabad, debido a que su madre era hermana del gobernador de la ciudad. Sus hermanos restantes fueron enviados a Qazvin, donde fueron tratados con honor.
Aga Muhammad Khan fue considerado más como un huésped respetado en la corte de Karim Khan que como un cautivo. Además, Karim Khan también reconoció el conocimiento político de Aga Muhammad Khan y le pidió consejo sobre los intereses del estado. Lo llamó su "Piran-e Viseh", refiriéndose a un inteligente consejero del mítico rey turaniano Afrasiab en la epopeya de Shahnameh. Dos de los hermanos de Aga Muhammad Khan que estaban en Qazvin también fueron enviados a Shiraz durante este período. En febrero de 1769, Karim Khan nombró a Huséin Qoli Kan como gobernador de Damghan. Cuando Huséin Qoli Kan llegó a Damghan, inmediatamente comenzó un feroz conflicto con los Develu y otras tribus para vengar la muerte de su padre. Sin embargo, fue asesinado ca. 1777 cerca de Findarisk por algunos turcos de la tribu Yamut con la que se había enfrentado. El 1 de marzo de 1779, mientras Aga Muhammad Khan estaba cazando, Khadija Begum le informó que Karim Khan había muerto después de seis meses de enfermedad.

## Ascenso al poder (1779–1789)

### Conquista de Mazandaran y Gilan
Aga Muhammad Khan se llevó consigo a un grupo de seguidores leales y se fue a Teherán. Mientras tanto, en Shiraz, la gente luchaba entre sí. En Teherán, Aga Muhammad Khan se reunió con los principales jefes del clan Develu, con quienes hizo las paces. Visitó el santuario de Shah Abd al-Azim, donde se guardaba el cráneo de su padre. Luego viajó a la provincia de Mazandaran, donde su primera tarea fue establecer su soberanía entre sus hermanos Qoyunlu. Esto dio lugar a un enfrentamiento con sus hermanos Reza Qoli y Morteza Qoli, a quienes derrotó el 2 de abril, conquistando Mazandaran. Mientras tanto, Morteza Qoli huyó a Astarabad, donde se fortificó. Aga Muhammad Khan no podía simplemente asaltar la ciudad, ya que comenzar una guerra con Morteza Qoli significaría que su frágil alianza con los Develu podría desmoronarse: la madre de Morteza Qoli era una Develu. Al mismo tiempo, el príncipe Zand Ali Murâd Jan Zand envió un ejército Zand y tropas afganas bajo el hijo de Azad Khan Afghan Mahmud Khan a Mazandaran, que el hermano de Aga Muhammad Khan, Jafar Qoli Khan, logró repeler. Aga Muhammad Khan, junto con los hijos de Husein Qoli Kan, Fath-Ali Qoli y Hosayn Qoli, se encontraban ahora en una posición firme en Babol, la capital de Mazandaran.
Algún tiempo después, Reza Qoli invadió Babol con un ejército de hombres de Lahijan, donde capturó a Aga Muhammad Khan. Cuando Morteza Qoli se enteró de esto, avanzó con un ejército de turcomanos y liberó a su hermano. Los tres hermanos intentaron resolver sus problemas; Aga Muhammad Khan y Reza Qoli tuvieron éxito, mientras que Morteza Qoli estaba descontento y huyó con Ali Murâd Jan en Isfahán, y luego con Mohammad Sadegh Jan en Shiraz. Murió en Jorasán. Sus antiguos partidarios se unieron a Aga Muhammad Khan. En ese momento, Aga Muhammad Khan se había involucrado una vez más en un conflicto con su hermano Reza Qoli, a quien derrotó en varias batallas, y posteriormente estableció la paz con él una vez más: Morteza Qoli fue admitido como gobernante de facto de Astarabad y varios Distritos de mazandaran.
La paz no duró mucho. Ali Murâd Jan pronto invadió Mazandaran, lo que llevó a Aga Muhammad Khan a marchar desde Babol con un ejército de Mazandaranis y Kayars y atacar a  Ali Murâd Jan, a quien logró repeler de la provincia. Aga Muhammad Khan se apoderó de Qumis, Semnan, Damghan, Shahrud y Bastam. Además, también hizo de Hedayat-Allah Khan, el gobernante de Gilan, su vasallo. Posteriormente, otorgó tierras en Semnan a su hermano Ali Qoli como recompensa por su ayuda en la conquista de las ciudades.

### Primer conflicto con los rusos, disputa con Gilan y la invasión del norte de Irak Persa
En 1781, el Imperio ruso, que estaba interesado en construir una ruta comercial con Irán para poder comerciar con las regiones más profundas de Asia, envió una delegación al mando de Marko Ivanovich Voinovich a la costa de Gorgan, donde buscó la aprobación para construir un puesto de comercio en Ashraf. Cuando Aga Muhammad Khan se negó, Voinovich ignoró su negativa y continuó estableciendo un asentamiento interino en la isla de Ashuradeh. Sin barcos, Aga Muhammad Khan no pudo volver a tomar la isla. En su lugar, engañó a Voinovich y a algunos de sus hombres para que se reunieran con él en Astarabad, donde fueron retenidos como cautivos hasta que Voinovich acordó ordenar a sus hombres que abandonaran Ashuradeh.
Un año más tarde, Aga Muhammad Khan invadió Gilan, porque su gobernante Hedayat-Allah había cambiado su lealtad a la dinastía Zand. Hedayat-Allah luego envió a dos diplomáticos, Mirza Sadeq y Agha Sadeq Lahiji, a Aga Muhammad para hacer las paces. Como medida de precaución se dirigió a Shirvan. Los diplomáticos no pudieron llegar a un acuerdo favorable con Aga Muhammad Khan, quien saqueo la capital de Gilan, Rasht, y se apoderó de sus riquezas. Regocijándose con su victoria, envió a su hermano Jafar Qoli Khan a conquistar la parte norte del Irak persa. Derrotó a un ejército Zand en Ray (o Karaj), y luego se apoderó de Qazvin. Luego marchó a Zanjan, que también tomó. En 1783, Aga Muhammad Khan asedió Teherán, una ciudad bajo el control Zand que resultó ser problemática. Durante el sitio, la plaga comenzó a extenderse en la ciudad y, posteriormente, al campamento militar de Aga Muhammad Khan en las afueras de la ciudad, lo que lo obligó a levantar el sitio.

### Breve sumisión de Mazandaran a la dinastía Zand
Al año siguiente, Ali Murâd Jan, en represalia por el ataque de Agha Mohammad Khan a Teherán el año anterior, envió a Mazandaran un gran ejército dirigido por su hijo Shaykh Vais Khan, lo que hizo que su gente se rindiera rápidamente. Agha Mohammad Khan y algunos de sus partidarios huyeron a Astarabad, donde trató de fortificar la ciudad lo más posible. Mientras tanto, Morteza Qoli cambió su lealtad y comenzó a servir a la dinastía Zand. Ali Murâd Jan luego envió un ejército bajo su pariente Mohammad Zahir Khan a Astarabad, y puso sitio a la ciudad. Agha Mohammad Khan ya había almacenado provisiones en caso de asedio. Todos los días, sus tropas intentaban arrasar el campo para limitar las disposiciones de los asediadores. Al final, esto hizo que la situación de los asediadores fuera insostenible, y permitió que Agha Mohammad Khan abandonara la ciudad para atacarlos. Mohammad Zahir Khan huyó hacia el desierto de Karakum, pero fue capturado por los aliados de Agut Mohammad Khan en Yamut. Sólo unos pocos de sus hombres lograron sobrevivir. Mientras tanto, Agha Mohammad Khan derrotó a una guarnición Zand cerca de Ashraf y luego marchó hacia Sari. A principios de noviembre de 1784, Agha Mohammad había expulsado a las fuerzas Zand de Mazandaran.

### Primera guerra con Jafar Jan Zand
Mientras tanto, Ali Murad Khan había levantado otro ejército, que envió a Mazandaran bajo el mando de su primo Rustam Khan Zand, tuvo el mismo final que el anterior, fue completamente derrotado. Ali Murad Khan murió el 11 de febrero de 1785. Cuando Agha Mohammad Khan se enteró de su muerte, marchó a Teherán para intentar ocuparla. Cuando llegó a la ciudad, los habitantes cerraron rápidamente las puertas y le dijeron que abrirían la puerta solo para el rey de Irán, quien según ellos era Jafar Khan Zand, quien había sucedido a Ali Murad Khan. Así, Agha Mohammad Khan tenía que derrotar a Jafar Khan para ser reconocido como el rey de Irán. Posteriormente marchó rápidamente hacia Isfahán. Jafar Khan envió hombres para detener su avance hacia la ciudad, pero se retiraron en Qum sin oponer resistencia. Jafar Khan luego envió un ejército Zand aún más grande hacia Agha Mohammad Khan, quien derrotó al ejército cerca de Kashan. Luego huyó a Shiraz. Agha Mohammad llegó a Isfahán, donde descubrió lo que quedaba del tesoro de Zand y del harén de Jafar Khan. Las tropas Qajar saquearon la ciudad.
Durante el verano de 1785, Agha Mohammad Khan hizo de la ciudad su sede para sus expediciones en el Irak persa, en las que logró atraer a los jefes de Bakhtiari bajo su soberanía. Luego se fue a Teherán, nombrando a un excomandante de Zand para gobernar. Cuando llegó a Teherán, la ciudad finalmente se sometió a él. Al mismo tiempo, sus hombres capturaron Hamadan y obligaron a muchos jefes kurdos y turcos a someterse a la regla Qajar. El 12 de marzo de 1786, Agha Mohammad Khan hizo de Teherán su capital. Para entonces, la ciudad tenía una población de 15,000-30,000 personas. Parece que durante este período, Agha Mohammad Khan se vio a sí mismo como el rey de Irán, aunque evitó usar el título " shah".
Algún tiempo después, mientras Agha Mohammad Khan estaba en el norte de Irán, Jafar Khan marchó rápidamente hacia Isfahán y la volvió a capturar. Luego envió tropas hacia Kashan y Qum, mientras marchaba hacia Hamadan. Sin embargo, fue derrotado por los jefes tribales locales, entre ellos Khosrow Khan y Mohammad Hosayn Khan Qaragozlu.  Jafar Khan luego se retiró a Isfahán. Cuando Agha Mohammad Khan se enteró de la invasión Zand de Isfahán y sus alrededores, se dirigió rápidamente hacia la ciudad, lo que hizo que Jafar Khan se retirara a Shiraz una vez más. Agha Mohammad Khan luego nombró a Jafar Qoli Khan como gobernador de la ciudad. Sin embargo, el gobernador de Zanjan se sublevó poco después, lo que obligó a Agha Mohammad Khan a regresar al norte, donde reprimió la revuelta de este último y lo indultó.

### Segunda invasión de Gilan
Agha Mohammad Khan ahora tenía que concentrarse en Gilan porque Hedayat-Allah Khan había regresado a la provincia (supuestamente con ayuda rusa) desde la invasión Qajar de la provincia en 1782. A los ojos de Agha Mohammad Khan, toda la costa del Caspio estaba bajo amenaza por Hedayat-Allah y los rusos. Agha Mohammad Khan y sus hombres lograron fácilmente entrar en Gilan. Mientras marchaba hacia Rasht, se le unió un gobernante local llamado Mehdi Beg Khalatbari y otras personas. Además, el cónsul ruso en Gilan traicionó a Hedayat-Allah proporcionando armas a Agha Mohammad Khan. Hedayat-Allah una vez más trató de huir a Shirvan, pero fue capturado por hombres enviados por un gobernante local llamado Agha Ali Shafti (u otro gobernante local, según algunas fuentes), quien lo mató para vengar la masacre de su familia unos años antes. Gilan ahora estaba completamente bajo la regla Qajar. Además de la conquista de Gilan, la segunda cosa más valiosa para Agha Mohammad Khan fue el tesoro de Hedayat-Allah.

### Segunda guerra con Jafar Khan Zand y entronización
Algún tiempo después, un gobernante local llamado Amir Mohammad Khan, quien junto con otro gobernante local llamado Taqi Khan (el gobernante de Yazd), recientemente derrotaron a Jafar Khan y se apoderaron de muchas riquezas, invadió el territorio Qajar y marchó hacia Isfahán. Jafar Qoli Khan, quien todavía era el gobernador de Isfahán, abandonó la ciudad antes de que Taqi Khan pudiera alcanzarla. Agha Mohammad Khan se dirigió hacia el sur una vez más. Se encontró con Jafar Qoli Khan en Isfahán en 1788, y después de un tiempo, hizo que Taqi Khan aceptara la soberanía Qajar, y castigó a algunas tribus Qashqai, que huyeron a las montañas. Agha Mohammad Khan se acercó a Shiraz, donde esperaba sacar a Jafar Khan de la ciudad, que estaba fuertemente fortificada, lo que dificultaba mucho el sitio. Desafortunadamente para él, Jafar Khan se quedó en la ciudad. Agha Mohammad Khan regresó a Isfahán, donde nombró a su hermano Ali Qoli como su gobernador, sucediendo a Jafar Qoli Khan. Luego retiro a Teherán.
Con Agha Mohammad Khan una vez más en el norte, Jafar Khan comenzó a reclutar un ejército para preparar otro ataque contra Isfahán y sus alrededores. Cuando Ali Qoli se enteró, envió un grupo de miembros de una tribu a Qumishah, una ciudad al sur de Isfahán. Sin embargo, Jafar Khan los derrotó fácilmente. Ali Qoli a partir de entonces se retiró a Kashan. Agha Mohammad Khan, al enterarse de esto, marchó rápidamente hacia Isfahán, lo que llevó a Jafar Khan a retirarse a Shiraz una vez más. Agha Mohammad Khan regresó a Teherán en lugar de atacar Shiraz nuevamente. Jafar Khan fue asesinado el 23 de enero de 1789, lo que inició una guerra civil de cuatro meses entre varios príncipes Zand que lucharon por la sucesión al trono. En mayo, el hijo de Jafar Khan, Lotf Ali Khan, salió victorioso en esta guerra civil.
También fue durante este período que Agha Mohammad Khan fue entronizado (sin embargo, todavía no fue coronado) y nombró a su sobrino Baba Khan (quien más tarde sería conocido como Fath-Ali Shah Qajar) como su heredero. Así, 1789 está marcado como el comienzo de su reinado.

## Reinado (1789–1797)

### Guerra con Lotf Ali Khan, disputas familiares y la primera invasión de Azerbaiyán

#### Primer ataque a Shiraz y disputa con Jafar Qoli Khan Qajar
Ahora que la dinastía Zand ya no estaba bajo el gobierno de Jafar Khan Zand, Agha Mohammad Khan vio la oportunidad de capturar Shiraz de una vez por todas. Marchó hacia la ciudad y, al acercarse, fue atacado por Lotf Ali Khan. Se libró una batalla el 25 de junio de 1789, que terminó cuando Lotf Ali Khan se retiró a Shiraz mientras Agha Mohammad Khan lo seguía y sitiaba la ciudad. El asedio duró hasta el 7 de septiembre. Estableció un campamento y regresó a Teherán, donde permaneció hasta el final del siguiente Nowruz. El 17 de mayo de 1790, Agha Mohammad Khan una vez más marchó hacia Shiraz. Cuando llegó a Fars, el gobernador de Behbahan reconoció su autoridad. Lotf Ali Khan, una vez más, dejó Shiraz para detener el avance de Agha Mohammad Khan, pero el gobernante Qajar se retiró a Qazvin, donde tuvo que resolver algunos problemas. Agha Mohammad Khan luego guerreo con Jafar Qoli Khan, quien se veía a sí mismo como el mejor heredero de la dinastía Qajar. Agha Mohammad hizo que lo ejecutaran, lo que creía necesario después de haber visto en la familia Zand con qué rapidez podía declinar una dinastía debido a las disputas sobre el trono.

#### Invasión de Azerbaiyán
Mientras Lotf Ali Khan estaba teniendo problemas con Kerman, Agha Mohammad Khan podía concentrarse libremente en Azerbaiyán. Nombró a Baba Khan como gobernador del Irak persa y marchó a Azerbaiyán en la primavera de 1791. Se detuvo en Tarum y envió a su pariente Suleiman Khan Qoyunlu para hacer que el Kanato de Talysh reconociera la autoridad Qajar. Agha Mohammad Khan se dirigió después a Sarab, donde obligó al Kanato de Sarab a someterse. Luego se dirigió a Ardabil, donde sometió el Kanato de Ardabil y visitó el santuario de la ciudad. Finalmente fue a Qarajadagh, donde puso fin a toda resistencia contra él. Hizo al noble Donboli Hosayn Qoli Donboli gobernador de Khoy y Tabriz.

#### Conquista de Fars
Mientras Agha Mohammad Khan conquistaba Azerbaiyán, Lotf Ali Khan aprovechó la oportunidad para atacar Isfahán. Sin embargo, Hajji Ebrahim Shirazi, el popular gobernador de Shiraz, utilizó la ausencia de Lotf Ali Khan en la ciudad para organizar un golpe de Estado, mientras que su hermano Mohammad-Hosayn Shirazi, quien era el general del gobernante Zand, se amotinó junto con muchas otras tropas. Lotf Ali Khan regreso hacia Shiraz, pero cuando llegó a la ciudad, sus habitantes se negaron a abrir las puertas. Entró en las montañas y formó un ejército lo suficientemente grande como para capturarla. Hajji Ebrahim envió un emisario a Agha Mohammad Khan, pidiéndole que se convirtiera en el gobernante de Fars, ofreciéndole darle 3.000 yeguas si él aceptaba; inmediatamente lo hizo. Cuando Agha Mohammad Khan llegó a Fars, nombró a Hajji Ebrahim como gobernador de toda la provincia, y envió a uno de sus hombres para que llevara a la familia de Lotf Ali Khan a Teherán y se llevara las posesiones de la familia Zand. Además, también le ordenó a Baba Khan que estableciera una guarnición en Shiraz para prepararse para ayudar a Hajji Ebrahim si fuera necesario.
Mientras tanto, Lotf Ali Khan había derrotado a los hombres enviados por Hajji Ebrahim y había capturado la fortaleza de Kazerun. Luego marchó al campo a las afueras de Shiraz y se preparó para sitiar la ciudad. Algún tiempo después, el ejército Qajar de la guarnición cercana atacó a los hombres de Lotf Ali Khan y ganó, hasta que Lotf Ali Khan decidió participar en la batalla, y el ejército Qajar fue derrotado. Cuando Agha Mohammad Khan se enteró de esto, envió a 7000 jinetes para reforzar las fuerzas de Hajji Ebrahim, y también ordenó a las fuerzas Qajar sobrevivientes de la guarnición cercana a hacer lo mismo.
Lotf Ali Khan dejó que los refuerzos llegaran a Shiraz, esperando que tan pronto como las fuerzas de Hajji Ebrahim se fortalecieran, saldrían de Shiraz y podrían verse abrumados en una batalla abierta. Tenía razón en su predicción: en breve tuvo lugar una batalla al oeste de Shiraz, donde Lotf Ali Khan derrotó a las fuerzas unidas de Hajji Ebrahim y sus refuerzos Qajar. Esto tuvo lugar a fines de 1791, o principios de 1792.
Los habitantes de Shiraz ahora enfrentaban dificultades extremas debido al asedio, y era cuestionable si podrían soportar. Grandes partes de Fars fueron devastadas por la guerra, y durante tres o cuatro años, una pandemia se había extendido por todo el paisaje. Aunque las fuerzas de Lotf Ali Khan habían atravesado tantas dificultades como las fuerzas de Hajji Ebrahim, cuyas fuerzas habían comenzado a desertar a los Zand. Agha Mohammad Khan levantó así un gran ejército y marchó hacia Fars. El 5 de junio de 1792, Lotf Ali Khan, con una pequeña fuerza de sus hombres, realizó una intrépida incursión nocturna en el campamento de Agha Mohammad Khan cerca de Persépolis.
Al principio, esta elección pareció estar a favor de Lotf Ali Khan, estaba seguro de que los Qajars serían derrotados. En su deleite por esto, dejó que sus hombres se extendieran y descansaran durante la noche, solo para descubrir al amanecer que Agha Mohammad Khan todavía se mantenía firme. Lotf Ali Khan luego huyó a Tabas a través de Neyriz. Agha Mohammad Khan pisó Shiraz el 21 de julio de 1792 y permaneció allí durante un mes, manteniendo su séquito en el Bagh-e Vakil. Antes de dejar Shiraz, nombró a Hajji Ebrahim como gobernador de Fars, y exhumó y volvió a enterrar el cuerpo de Karim Khan Zand en Teherán, a donde fue después de su estancia en Shiraz.
Dos años después, después de que la Batalla de Krtsanisi pusiera a Georgia del este y los otros territorios principales en el Cáucaso del Norte y el Cáucaso del Sur nuevamente dentro de los dominios iraníes, se proclamó a sí mismo Shahanshah (Rey de reyes) en la llanura de Mughan, tal como Nader Shah había hecho unos sesenta años antes.

### Conquista final de Azerbaiyán

#### Reconquista de Georgia y el resto del Cáucaso
El país de Georgia estuvo bajo el vasallaje iraní por primera vez a principios de la era moderna en 1502, y bajo el dominio intermitente y soberanía iraní desde 1555, pero había sido independiente de facto después de la desintegración de la Dinastía afsárida.
Para Agha Mohammad Khan, la resubjugación y reintegración de Georgia al Imperio iraní fue parte del mismo proceso que había llevado a Shiraz, Isfahán y Tabriz a su gobierno. Al igual que los Safavidas y Nader Shah antes que él, no veía a los territorios de manera diferente a los de Irán continental. Georgia era una provincia de Irán de la misma manera que Jorasán. Como dice la Cambridge History of Iran, su secesión permanente era inconcebible y tenía que ser resistida de la misma manera que uno resistiría un intento de separación de Fars o Gilan. Por lo tanto, era natural que Agha Mohammad Khan realizara lo que fuera necesario en el Cáucaso para someter y reincorporar a las regiones recientemente perdidas tras la muerte de Nader Shah y la desaparición de los Zand. Esto incluía dejar de lado lo que a los ojos iraníes se consideraba una traición por parte del wali de Georgia.
Al encontrar un intervalo de paz en medio de sus propias luchas y con la seguridad del norte, el oeste y el centro de Irán, los iraníes exigieron que el monarca georgiano Heraclio II renuncie a su tratado con Rusia y vuelva a aceptar la soberanía iraní, a cambio de la paz y la seguridad de su reino. Los otomanos, el vecino rival de Irán, reconocieron los derechos de Irán sobre Kartli y Kajetia por primera vez en cuatro siglos. Heraclio II apeló entonces a su protector teórico, la emperatriz Catalina II de Rusia, abogando por al menos 3.000 tropas rusas, pero no fue escuchado, dejando a Georgia para defenderse solo de la amenaza iraní. Sin embargo, Heraclio II todavía rechazó el ultimátum de Khan.
En agosto de 1795, Agha Mohammad Khan cruzó el río Aras con un ejército de 70.000 hombres. Esta fuerza se dividió en tres: el ala izquierda fue enviada en dirección a Eriván, la derecha paralela al Mar Caspio en el Mugán a través del Aras inferior hacia Daguestán y Shirvan, mientras que el Shah dirigió la fuerza central, avanzando hacia la fortaleza de Shusha en el Kanato de Karabaj, que asedia entre el 8 de julio y el 9 de agosto de 1795. Su ala derecha e izquierda obligó a los Kans de Ganyá y Eriván a formar una alianza. Habiendo abandonado el sitio de Shusha debido a la fuerte resistencia, que fue ayudado por el príncipe heredero georgiano Aleksandre, el Kan de Karabaj, Ibrahim Khan, finalmente se rindió a Agha Mohammad Khan después de las negociaciones. Él pagó un tributo regular y rindió rehenes, aunque a las fuerzas Qajar aún se les negó la entrada a Shusha. Dado que el objetivo principal era Georgia, Agha Mohammad Khan estaba dispuesto a que Karabaj estuviera asegurado por este acuerdo por el momento, ya que él y su ejército continuaron avanzando. Mientras que en Ganyá, habiendo asegurado a Shirvan, se le unió Javad Khan Qajar y el resto de su contingente. En Ganyá, Mohammad Khan envió a Heraclio II su último ultimátum, que recibió en septiembre de 1795:

Su Alteza sabe que durante las pasadas 100 generaciones ha estado sujeto a Irán; ahora nos dignamos a decir con asombro que se ha unido a los rusos, que no tienen otro negocio que comerciar con Irán ... El año pasado me obligó a destruir a varios georgianos, aunque no teníamos ningún deseo de hacerlo ... Ahora, nuestra gran voluntad es que usted, un hombre inteligente, abandone esas cosas ... y rompa relaciones con los rusos. Si no cumple con esta orden, en breve llevaremos a cabo una campaña contra Georgia, derramaremos sangre georgiana y rusa, y de ella crearemos ríos tan grandes como el Kura ...

Según el autor de Fārsnāma-ye Nāṣeri, Ḥasan-e Fasāʼi, un historiador contemporáneo de la era Qajar, Agha Mohammad Khan había declarado en la carta:

Shah Ismail I Safavi gobernó la provincia de Georgia. Cuando en los días del rey fallecido nos comprometimos a conquistar las provincias de Irán, no procedimos a esta región. Como la mayoría de las provincias de Irán han vuleto a nuestro poder ahora, debe, según la ley antigua, considerar a Georgia (Gurjistan) como parte del imperio y presentarse ante nuestra majestad. Tienes que conformarte con tu obediencia; entonces puede permanecer en posesión de su gobierno (wali) de Georgia. Si no haces esto, serás tratado como los demás.

Sus consejeros se dividieron, Heraclio II ignoró el ultimátum, pero envió correos a San Petersburgo. Gudovich, que se encontraba en Georgievsk en ese momento, ordenó a Heraclio II evitar el "gasto y alboroto", mientras que Heraclio II, junto con Salomón II y algunos imeretianos se dirigieron al sur de Tbilisi para defenderse de los iraníes.
Al mismo tiempo, Agha Mohammad Khan marchó directamente a Tbilisi, con la mitad del ejército que cruzó el río Aras. Algunos estiman que su ejército tenía 40,000 hombres en lugar de 35,000. Atacaron las posiciones georgianas fuertemente fortificadas de Heraclio II y Salomón en los límites del suroeste de la ciudad. Abandonado por varios de sus nobles, Heraclio II logró movilizar a unos 5.000 soldados, incluidos unos 2.000 auxiliares del vecino Imereti bajo su rey Salomón II, miembro de la dinastía georgiana Bagrationi y por lo tanto pariente distante de Heraclio II. Los georgianos ofrecieron una resistencia desesperada y lograron rechazar una serie de ataques iraníes el 9 y 10 de septiembre. Después de eso, se dice que algunos traidores informaron a los iraníes que los georgianos no tenían más fuerzas para luchar y que el ejército Qajar canceló su plan de regresar a Irán. A principios del 11 de septiembre, Agha Mohammad Khan dirigió personalmente una ofensiva total contra los georgianos. En medio de un duelo de artillería y una feroz carga de caballería, los iraníes lograron cruzar el río Kura y rebasó al diezmado ejército georgiano. Heraclio II intentó montar un contraataque, pero tuvo que retirarse a las últimas posiciones disponibles en las afueras de Tbilisi. Al caer la noche, las fuerzas georgianas se habían agotado y destruido casi por completo. La última artillería de Georgia que sobrevivió detuvo brevemente a los iraníes que avanzaban para permitir que Heraclio II y su comitiva de unos 150 hombres escaparan hacia las montañas. La lucha continuó en las calles de Tbilisi y en la fortaleza de Narikala. En pocas horas, Agha Mohammad Khan tenía el control total de la capital georgiana, que fue saqueada por completo y su población fue masacrada. El ejército iraní marchó cargado de botín y se llevó a unos 15.000 cautivos. Los georgianos habían perdido 4.000 hombres en la batalla, los iraníes 13 000; un tercio de su fuerza total.
Un testigo ocular, después de haber entrado en la ciudad varios días después de que se hubieran retirado la mayor parte de las tropas iraníes, describió lo que vio:

Por lo tanto, seguí mi camino, pavimentado como tal, con canales y entré a Tiflis por la puerta de Tapitag: pero ¿cuál fue mi consternación al encontrar aquí los cuerpos de mujeres y niños asesinados por la espada del enemigo? por no decir nada sobre los hombres, de los cuales vi más de mil, como supongo, ¡muertos en una pequeña torre! (...) La ciudad se consumió casi por completo, y aún seguía humeando en diferentes lugares; y el hedor de los putrefactos, junto con el calor que prevalecía, era intolerable y ciertamente infeccioso.

### Conquista de Jorasán
Agha Mohammad Shah ahora se centró en Jorasán, que estaba bajo el gobierno de Sherh Shahrokh Shah, el nieto ciego de Nader Shah. Anteriormente había sido vasallo del gobernante durrani, Ahmad Shah, pero después de la muerte de este último en 1773, se convirtió en un peón de los jefes que habían tomado el control de las ciudades y pueblos de la capital afsárida de Mashhad. El más prominente de estos jefes fue probablemente Eshaq Khan, quien conservó Torbat-e Heydarieh como su centro de operaciones. En las partes orientales de Alborz, los jefes kurdos gobernaron varias fortalezas, como Bojnord, Quchan, Dargaz y Kalat.
Agha Mohammad Shah primero marchó a Astarabad y castigo a los turcomanos que habían estado saqueando la ciudad y sus alrededores. Luego continuó a Mashhad, donde los jefes locales, que sabían que no podían resistirse, reconocieron rápidamente su gobierno. Agha Mohammad Shah también exigió que estos jefes locales le enviaran rehenes, que fueron enviados a Teherán. Cuando Agha Mohammad Shah llegó a Mashhad, Shahrokh, junto con un prominente mujtahid llamado Mirza Mehdi, fue al campamento de Qajar. Allí fueron recibidos calurosamente por el sobrino de Agha Mohammad Shah, Hossein Qoli Khan.
Poco después, Agha Mohammad Shah envió una fuerza de 8,000 soldados al mando de Suleiman Khan Qajar, seguida de Mirza Mehdi, para conquistar Mashhad y afirmar a sus ciudadanos la generosidad del Shah. Un día después, Agha Mohammad Shah, siguió la costumbre del famoso shah iraní Abbas I el Grande, y entró a Mashhad a pie como peregrino al Santuario del Imán Reza, mientras estaba lloroso y besó el suelo. Su peregrinación continuó durante 23 días, donde pareció desconocer la política del país.

### La tortura de Shahrokh Shah
Sin embargo, las cosas cambiaron rápidamente. Agha Mohammad Shah ordenó la exhumación del cadáver de Nader Shah, y lo envió a Teherán, donde se volvió a enterrar junto con el cadáver de Karim Khan Zand. Luego obligó a Shahrokh a darle cualquier riqueza que originalmente perteneciera a Nader Shah. Shahrokh juró que no poseía más de las riquezas de este. Agha Mohammad Shah, despiadada y vengativamente, y con un deseo de tesoro, no le creyó. Hizo que Shahrokh Shah fuera torturado severamente  para confesar los lugares ocultos de las últimas gemas que le había pasado su abuelo. Shahrokh, sin embargo, se negó a hablar. Agha Mohammad Shah estuvo personalmente involucrado en la tortura y en una ocasión hizo que Shahrokh fuera atado a una silla, le afeitaran la cabeza y le pusieran una corona de pasta espesa en ella. Luego vertió una jarra de plomo fundido en la corona. Un número de sirvientes de Shahrokh, quienes fueron golpeados con la miseria por su monarca anterior, enviaron a un admirado mulá de la ciudad para hacer un llamamiento emocional a Agha Mohammad Shah en apoyo de Shahrokh y Shahrokh fue enviado a Mazandaran con su familia. Murió en Damghan debido a las heridas que había sufrido durante su tortura.

## Resto del reinado
Agha Mohamed restauró la unidad que Persia no tenía desde la caída de la dinastía safávida. Fue, sin embargo, un hombre de violencia extremada que mató a casi todos los que podían ser un peligro para su poder. En 1795 devastó el reino de Kartli-Kajetia (Georgia oriental), un reino al norte de Persia, que anteriormente había sido parte del imperio safávida. Redujo Tiflis a cenizas y masacró a su población cristiana, como había hecho con sus súbditos musulmanes. Ese mismo año tomó también Jorasán. El Shah roj, gobernante de Jorasán y nieto de Nader Sah, fue torturado hasta la muerte debido a que Agha Mohamed pensó que sabía algo de los legendarios tesoros de Nader.
En 1786 Aga Mohamed trasladó su capital desde Sadi a Teherán. Fue el primer gobernante persa que hizo de Teherán, entonces un pueblo, su capital, aunque tanto Safavidas como Zands habían expandido la ciudad y construido palacios allí. Una de las principales razones señaladas para mover la capital más al sur era permanecer cerca de Azerbaiyán y los territorios caucásicos, en ese momento aún no cedidos a la Rusia imperial, su destino en el curso del siglo XIX. Fue coronado formalmente este mismo año y fundó la dinastía Qajar.
Aunque el Imperio ruso, durante la expedición persa de 1796, conquistó Derbent y brevemente Bakú bajo el mando del conde Valerian Zubov, Aga Mohamed consiguió con éxito extender la influencia persa por el Cáucaso, reafirmando la soberanía iraní sobre sus anteriores posesiones en la región. Basó su fuerza en la fuerza de trabajo tribal como Genghis Khan, Timur y Nader Shah.

## Asesinato
El exitoso reinado de Agha Mohammad duró poco, ya que fue asesinado en 1797 en su tienda de campaña en la ciudad de Shusha, la capital del Kanato de Karabaj, tres días después de haber tomado la ciudad, y menos de tres años después de haber tomado el poder según el Farsnama-ye Naseri de Hasan-e Fasa'i, una noche "surgió una pelea entre un sirviente georgiano llamado Sadeq y el valet Khodadad-e Esfahani. Ellos alzaron sus voces a un tono tal que el shah se enojó y ordenó que ambos fueran ejecutados. Sadeq Khan-e Shaghaghi, un emir prominente, intercedió en su favor, pero no fue escuchado. Sin embargo, el shah ordenó que su ejecución se aplazara hasta el sábado, ya que esta era la tarde del viernes (día sagrado islámico), y ordenó que regresaran a sus deberes en el pabellón real, sin trabas y sin cadenas, a la espera de su ejecución. Al día siguiente, sin embargo, por experiencia, sabían que el rey se atendría a lo que había ordenado y, sin esperanza, se volvieron audaces. "Cuando el sah estaba durmiendo, se les unió el ayuda de cámara Abbas-e Mazandarani, que estaba en el complot con ellos, y los tres invadieron el pabellón real y con daga y cuchillo asesinaron al shah".
Su sobrino, coronado como Fat′h-Ali Shah Qajar, lo sucedió.